# Alpaida thaxteri
Alpaida thaxteri är en spindelart som beskrevs av Levi 1988. Alpaida thaxteri ingår i släktet Alpaida och familjen hjulspindlar. Inga underarter finns listade i Catalogue of Life.